# (5617) Emelyanenko
(5617) Emelyanenko (1989 EL) – planetoida z grupy pasa głównego asteroid okrążająca Słońce w ciągu 3,78 lat w średniej odległości 2,43 j.a. Odkryta 5 marca 1989 roku.